# Luciana (livro)
Luciana é a versão ilustrada de um conto publicado em Insônia. Assim como Minsk (livro), Luciana faz parte do projeto Galerinha, da Editora Record.
Tanto quanto Minsk (livro) e O Estribo de Prata, Luciana foi ilustrado, a fim de melhor alcançar seu objetivo primordial, o público infanto-juvenil (nestes casos, os livros passam a se enquadrar como literatura infantil).
Luciana é um conto que antecede Minsk (livro), em Insônia.
</ref>https://books.google.com.br/books/about/Luciana.html?id=cLgivgAACAAJ&source=kp_book_description&redir_esc=y</ref>